# Lethrinus atlanticus
Lethrinus atlanticus és una espècie de peix pertanyent a la família dels letrínids.

## Descripció
- Pot arribar a fer 50 cm de llargària màxima (normalment, en fa 30).
- 10 espines i 9 radis tous a l'aleta dorsal i 3 espines i 8 radis tous a l'anal.
- És de color verd oliva o marró i rosat.[2][3]

## Alimentació
S'alimenta principalment d'invertebrats bentònics.

## Hàbitat
És un peix marí, associat als esculls i de clima tropical (20°N-5°S) que viu fins als 50 m de fondària. És abundant durant els mesos d'hivern.

## Distribució geogràfica
Es troba a l'Atlàntic oriental central: des del Senegal fins al Gabon. També és present a Cap Verd i São Tomé i Príncipe.

## Observacions
És inofensiu per als humans i es comercialitza fresc, fumat o en salaó.